# De André canta De André volume 3
De André canta De André vol. 3 è un album dal vivo di Cristiano De André, pubblicato dalla Rea Edizioni Musicali il 6 ottobre 2017. Il disco è stato registrato durante la tournée estiva del 2017.

## Tracce
1. Canzone del maggio – 1:31 (Dominique Grange, Fabrizio De André)
2. Sinàn capudàn pascià  – 6:30 (Fabrizio De André, Mauro Pagani)
3. Khorakhané (A forza di essere vento) – 4:24 (Fabrizio De André, Ivano Fossati)
4. Dolcenera – 5:01 (Fabrizio De André, Ivano Fossati)
5. Una storia sbagliata – 5:18 (Fabrizio De André, Massimo Bubola)
6. Coda di lupo – 5:51 (Fabrizio De André, Massimo Bubola)
7. Il testamento di Tito – 7:24 (Fabrizio De André, Corrado Castellari)
8. Canzone per l'estate – 4:38 (Fabrizio De André, Francesco De Gregori)
9. Il bombarolo – 4:13 (Fabrizio De André, Giuseppe Bentivoglio, Nicola Piovani)
10. Amore che vieni amore che vai – 3:13 (Fabrizio De André)
11. La guerra di Piero – 6:38 (Fabrizio De André, Vittorio Centanaro)
12. Volta la carta – 4:11 (Fabrizio De André, Massimo Bubola)

## Registrazioni
Le registrazioni sono tratte dai concerti al Teatro Nazionale Milano, Teatro Geox di Padova, Teatro Ponchielli di Cremona e al Teatro Regio di Parma.